# Gribskov
Gribskov este o arie protejată (arie de protecție specială avifaunistică — SPA) din Danemarca întinsă pe o suprafață de 6.133 ha, integral pe uscat.

## Localizare
Centrul sitului Gribskov este situat la coordonatele 55°59′58″N 12°18′56″E / 55.999444°N 12.315556°E.

## Înființare
Situl Gribskov a fost declarat arie de protecție specială avifaunistică în mai 1983 pentru a proteja 9 specii de animale.

## Biodiversitate
Situată în ecoregiunea continentală, aria protejată nu include niciun habitat protejat.
La baza desemnării sitului se află mai multe specii protejate de  păsări (9): pescăruș albastru (Alcedo atthis), caprimulg (Caprimulgus europaeus), ciocănitoare neagră (Dryocopus martius), sfrâncioc roșiatic (Lanius collurio), ciocârlie de pădure (Lullula arborea), gaia roșie (Milvus milvus), vultur pescar (Pandion haliaetus), viespar (Pernis apivorus), cresteț pestriț (Porzana porzana).